# Републикански път III-6233
Републикански път IIІ-6233 е третокласен път, част от Републиканската пътна мрежа на България, преминаващ изцяло по територията на Пернишка област. Дължината му е 15,6 km.
Пътят се отклонява наляво при 51,4 km на Републикански път III-623 в близост до стопанския двор на град Земен, пресича река Струма, минава през северната част на града и се насочва на югоизток, нагоре по долината на Блатешничка река (ляв приток на Струма), като постепенно се изкачва към билото на Конявска планина. Минава през селата Блатешница и Байкалско и в югозападната част на село Драгомирово се свързва с Републикански път I-6 при неговия 46,9 km.
| Пътища, отклоняващи се надясно (населено място, № на пътя, посока на пътя) | km   | Пътища, отклоняващи се наляво (посока на пътя, № на пътя, населено място) |
| -------------------------------------------------------------------------- | ---- | ------------------------------------------------------------------------- |
| Община Земен, III-623, 51,4 km, гр. Земен ←                                | 0,0  | ← гр. Земен, 51,4 km, III-623, Община Земен                               |
| с. Блатешница                                                              | 5,1  | с. Блатешница                                                             |
| Община Радомир                                                             | 10,4 | Община Радомир                                                            |
| с. Байкалско                                                               | 13,7 | с. Байкалско                                                              |
| (от ГКПП Гюешево) I-6, 46,9 km, с. Драгомирово →                           | 15,6 | → с. Драгомирово, 46,9 km, I-6 (до гр. Бургас)                            |